# Pavonia ramosissima
Pavonia ramosissima là một loài thực vật có hoa trong họ Cẩm quỳ. Loài này được (Arechav.) Fryxell & Krapov. mô tả khoa học đầu tiên năm 1999.